# Luigi Capuana
Luigi Capuana (28 de maig de 1839 - 29 de novembre de 1915), teòric del moviment verista a Itàlia, juntament amb Giovanni Verga i Federico de Roberto, i admirador de Zola, descriu la vida de la ciutat en la novel·la Giacinta, i del camp en El marquès de Roccaverdina. Aquestes dues obres, les millors que va escriure, presenten personatges de complexa psicologia, que és desenvolupada de manera científica.